# Liste der Bodendenkmäler in Oberthulba
Auf dieser Seite sind die Bodendenkmäler in dem unterfränkischen Markt Oberthulba zusammengestellt. Diese Tabelle ist eine Teilliste der Liste der Bodendenkmäler in Bayern. Grundlage ist die Bayerische Denkmalliste, die auf Basis des Bayerischen Denkmalschutzgesetzes vom 1. Oktober 1973 erstmals erstellt wurde und seither durch das Bayerische Landesamt für Denkmalpflege geführt wird. Die folgenden Angaben ersetzen nicht die rechtsverbindliche Auskunft der Denkmalschutzbehörde.

## Bodendenkmäler in Oberthulba

### Bodendenkmäler in der Gemarkung Albertshausen
| Lage                     | Objekt                                                           | Akten-Nr.     | Bild |
| ------------------------ | ---------------------------------------------------------------- | ------------- | ---- |
| Albertshausen (Standort) | Bestattungsplatz mit Grabhügeln vorgeschichtlicher Zeitstellung. | D-6-5825-0108 |      |

### Bodendenkmäler in der Gemarkung Frankenbrunn
| Lage                    | Objekt                                                                      | Akten-Nr.     | Bild |
| ----------------------- | --------------------------------------------------------------------------- | ------------- | ---- |
| Frankenbrunn (Standort) | Bestattungsplatz mit verebneten Grabhügeln vorgeschichtlicher Zeitstellung. | D-6-5825-0019 |      |
| Frankenbrunn (Standort) | Bestattungsplatz mit Grabhügeln vorgeschichtlicher Zeitstellung.            | D-6-5825-0027 |      |
| Frankenbrunn (Standort) | Untertägige Teile der frühneuzeitlichen Katholischen Kapelle St. Michael.   | D-6-5825-0091 |      |

### Bodendenkmäler in der Gemarkung Hetzlos
| Lage               | Objekt                                                                                          | Akten-Nr.     | Bild |
| ------------------ | ----------------------------------------------------------------------------------------------- | ------------- | ---- |
| Hetzlos (Standort) | Untertägige Teile der frühneuzeitlichen Katholischen Filialkirche Mariä Himmelfahrt in Hetzlos. | D-6-5825-0092 |      |

### Bodendenkmäler in der Gemarkung Neuwirtshauser Forst
| Lage                            | Objekt                                                           | Akten-Nr.     | Bild |
| ------------------------------- | ---------------------------------------------------------------- | ------------- | ---- |
| Neuwirtshauser Forst (Standort) | Mittelalterliche Kirchenwüstung Weipertskirche.                  | D-6-5725-0007 |      |
| Neuwirtshauser Forst (Standort) | Bestattungsplatz mit Grabhügeln vorgeschichtlicher Zeitstellung. | D-6-5725-0008 |      |

### Bodendenkmäler in der Gemarkung Obererthal
| Lage                  | Objekt                                                           | Akten-Nr.     | Bild |
| --------------------- | ---------------------------------------------------------------- | ------------- | ---- |
| Obererthal (Standort) | Bestattungsplatz mit Grabhügeln vorgeschichtlicher Zeitstellung. | D-6-5825-0018 |      |

### Bodendenkmäler in der Gemarkung Oberthulba
| Lage                  | Objekt | Akten-Nr.     | Bild |
| --------------------- | --- | ------------- | ---- |
| Oberthulba (Standort) | Fundamente mittelalterlicher und frühneuzeitlicher Vorgängerbauten der Katholischen Pfarrkirche St. Johannes der Täufer in Oberthulba sowie Körpergräber des Mittelalters und der frühen Neuzeit. | D-6-5725-0038 |      |
| Oberthulba (Standort) | Untertägige Teile der frühneuzeitlichen Friedhofskapelle in Oberthulba. | D-6-5725-0040 |      |
| Oberthulba (Standort) | Landwehr des späten Mittelalters und der frühen Neuzeit. | D-6-5825-0025 |      |
| Oberthulba (Standort) | Bestattungsplatz mit Grabhügeln vorgeschichtlicher Zeitstellung. | D-6-5825-0026 |      |
| Oberthulba (Standort) | Bestattungsplatz mit Grabhügeln vorgeschichtlicher Zeitstellung. | D-6-5825-0112 |      |

### Bodendenkmäler in der Gemarkung Schlimpfhof
| Lage                   | Objekt                                                                       | Akten-Nr.     | Bild |
| ---------------------- | ---------------------------------------------------------------------------- | ------------- | ---- |
| Schlimpfhof (Standort) | Spätmittelalterliche Wüstung Hussmannsrode.                                  | D-6-5725-0003 |      |
| Schlimpfhof (Standort) | Landwehr des späten Mittelalters und der frühen Neuzeit.                     | D-6-5725-0012 |      |
| Schlimpfhof (Standort) | Untertägige Teile der frühneuzeitlichen Katholischen Kapelle in Schlimpfhof. | D-6-5725-0044 |      |

### Bodendenkmäler in der Gemarkung Thulba
| Lage              | Objekt | Akten-Nr.     | Bild |
| ----------------- | --- | ------------- | ---- |
| Thulba (Standort) | Untertägige Teile der mittelalterlichen Katholischen Pfarrkirche St. Lambertus in Thulba, Fundamente mittelalterlicher Vorgängerbauten der Kirche, Körpergräber des Mittelalters und der Neuzeit sowie Fundamente abgegangener Bauten des ehemaligen Benediktinerinnenklosters. | D-6-5825-0028 |      |

### Bodendenkmäler in der Gemarkung Wittershausen
| Lage                     | Objekt | Akten-Nr.     | Bild |
| ------------------------ | --- | ------------- | ---- |
| Wittershausen (Standort) | Fundamente eines frühneuzeitlichen Vorgängerbaus der Katholischen Filialkirche St. Georg in Wittershausen. | D-6-5825-0098 |      |